# Христов Денис Олександрович
Христов Денис Олександрович (нар. 2 грудня 1983 року) — український телеведучий, блогер та волонтер.

## Життєпис
Народився в родині військового та викладачки. Перші роки життя провів в Оренбурзі, а далі навчався в Запоріжжі та Донецьку, грав у КВК.
Переїхавши до Києва, здобув освіту за спеціальністю «менеджер шоубізнесу». Працював телеведучим хітпараду та  ранкового шоу Guten Morgen на телеканалі М1.
У 2018 році знявся в комедії «Секс і нічого особистого».
З початку повномасштабного вторгнення РФ на територію України почав займатися волонтерством: збором фінансової та гуманітарної допомоги на потреби військових і цивільного населення, розвезенням продовольства у гарячі точки.
У листопаді 2022 року, взяв участь в благодійній акції «10 пікапів від 10 зірок» та подарував одному з підрозділів ЗСУ позашляховик.
Денис Христов неодноразово брав участь в евакуації цивільного населення з гарячих точок Донбасу,Херсонської.Запорізької та Харківської області, зокрема Бахмута, Стельмахівки, Карлівки.,Гуляйполя.
Також Денис є учасником Міжнародного благодійного фонду «Ми з України!», заснованого в березні 2022 року.
Операція «Кози» — проєкт Дениса Христова разом з фондом «Ми з України!». На Донеччині евакуювали ціле стадо рогатих. Їхній господар — єдиний, хто лишився в прифронтовому селі, бо не міг покинути тварин.

## Відзнаки
У лютому 2024 отримав від компанії «Нова пошта» відзнаку «Варті» в номінації «Порятунок та евакуація».
4 грудня 2024 року нагороджено відзнакою Президента України «Золоте Серце».